# Rosa Franzelin-Werth
Rosa Franzelin-Werth (* 7. Jänner 1940 in Girlan als Rosa Werth) ist eine Südtiroler Politikerin.

## Biographie
Franzelin-Werth besuchte die Schule der Abtei Mariengarten in St. Pauls und arbeitete anschließend zehn Jahre lang an der Kasse einer Metzgerei in Lana. 1964 heiratete die spätere Mutter zweier Kinder. 1969 wurde sie erstmals politisch aktiv, als sie auf der Liste der Südtiroler Volkspartei (SVP) als erste Frau in den Gemeinderat von Lana gewählt wurde. Daneben engagierte sie sich ab 1970 in verschiedenen Funktionen im Katholischen Verband der Werktätigen.
Im Jahr 1973 konnte Franzelin-Werth als Kandidatin des Arbeitnehmerflügels der SVP erstmals ein Mandat für den Südtiroler Landtag und damit gleichzeitig den Regionalrat Trentino-Südtirol erringen, denen sie in der Folge 19 Jahre lang ununterbrochen angehörte. Von 1988 bis 1991 amtierte sie dabei als Landtagspräsidentin, anschließend als Landtagsvizepräsidentin. Zudem stand sie von 1988 bis 2001 der von ihr gegründeten Berufsgemeinschaft der Hausfrauen (BGH) vor. 1992 schied Franzelin-Werth aus Landtag und Regionalrat aus, um von 1993 bis 2005 die Präsidentschaft des Südtiroler Wohnbauinstituts (WOBI) zu übernehmen.
1990 erhielt Franzelin-Werth „in Würdigung ihres unermüdlichen Einsatzes für die sozial Schwachen, ihre großen Verdienste im Wohnbau und ihr Engagement für die Aufwertung der Frau in der Gesellschaft“ das Ehrenzeichen des Landes Tirol. 2005 wurde ihr als erster Frau die Ehrenbürgerschaft der Gemeinde Lana verliehen.